# Calathea buchtienii
Calathea buchtienii är en strimbladsväxtart som beskrevs av Ferdinand Albin Pax. Calathea buchtienii ingår i släktet Calathea och familjen strimbladsväxter. Inga underarter finns listade.